# Jean-Baptiste Girard (militaire)
Pour les articles homonymes, voir Jean-Baptiste Girard et Girard.
Jean-Baptiste Girard, né le 21 février 1775 à Aups dans le Var et mort le 27 juin 1815 à Paris, était un militaire français, général et baron d'Empire, qui servit pendant les guerres de la Révolution et de l'Empire.
Napoléon Ier disait de Girard à Sainte-Hélène : « c'était un des plus intrépides soldats de l'armée française : il avait évidemment le feu sacré ».

## Une brillante carrière militaire
Au printemps 1794, Jean-Baptiste Girard commence sa carrière militaire. Il est âgé de 19 ans lorsqu'il est incorporé dans l'armée d'Italie et se distingue au cours de cette éprouvante guerre faite d'attaques incessantes, avec des effectifs sous-équipés et mal armés. Le 5 novembre 1797, Bonaparte signe son brevet de capitaine, il est âgé de 22 ans et compte quatre années de service. Au cours de cette campagne, il se distingue à la prise de Pescara, position clé, et est promu au grade de chef de bataillon en janvier 1799 « pour le courage et la diplomatie » dont il fait preuve. Il devient adjudant-général chef de brigade le 16 novembre 1799. Il participe à la bataille de Marengo le 14 juin 1800 et est promu général de brigade à 31 ans le 13 novembre 1806. Après Iéna il est promu général de division à titre provisoire le 20 septembre 1809 et enfin général de division à titre définitif le 17 décembre de la même année.
Il prend part à la difficile campagne d'Espagne. Le 25 octobre 1808, il est titré baron d'Empire et le 20 mai 1811, il reçoit le cordon de Grand officier de la Légion d'honneur. Le 28 octobre 1811, il commande l'armée française au combat d'Arroyomolinos dans le sud de l'Espagne, où il est vaincu par les troupes anglo-espagnoles du général Hill. 
Rappelé en France en 1812, il prend part à la campagne de Russie (1812) puis à celle d'Allemagne (1813). Il est blessé à la bataille de Lützen  (2 mai 1813). 
Le 22 août 1813, à la tête de la division de Magdebourg, il avance vers la Spree pour seconder le corps du maréchal Oudinot qui, à la bataille de Gross Beeren, tente sans succès de barrer le passage à l'armée du Nord (Bernadotte). Le 27 août, Girard est blessé à Liegnitz et fait prisonnier. Il n'est libéré qu'après l'abdication de Napoléon en 1814.
Au retour de l'Empereur de l'île d'Elbe, Girard se rallie immédiatement à Napoléon Ier qui le nomme pair des Cent-Jours, faisant de lui, ipso facto, un comte de l'Empire. Pour la campagne de Belgique de 1815, il reçoit le commandement du 7e division d’infanterie attaché au corps de Reille et faisant partie de l'aile gauche sous le commandement de Ney.

## La campagne de Belgique
À la veille de la bataille de Ligny, sa division est massée à la limite de Jumet. Girard reçoit l'ordre de l'Empereur de se porter en avant, vers Wangenies et Saint-Amand, au cours d'un dîner en compagnie du prince Jérôme et d'officiers de l'État-major. Alexandre Dumas a décrit la scène, dont il tenait la relation du prince lui-même : 

« Un aide de camp de Napoléon entra. Il apportait l'ordre à Girard et à sa division de marcher sur Fleurus pour faire sa jonction avec l'Empereur. Le général Girard qui était un des plus braves soldats de l'armée et qui avait été fort gai jusque-là, pâlit tellement en recevant cet ordre, que le Prince se retourna sur lui en lui demandant s'il se trouvait mal.
— Non, Monseigneur, dit le général en portant sa main à son front, mais il vient de me passer un singulier pressentiment : je serai tué demain.
— Allons donc, dit le prince Jérôme en riant, est-ce que tu deviens fou, mon vieux camarade ?
— Non Monseigneur ; mais n'avez-vous jamais entendu dire qu'il y ait des hommes qui aient reçu d'avance l'avis de leur mort ?
— Combien as-tu de blessures, Girard ? demanda le prince.
— Vingt-sept ou vingt-huit, Monseigneur, je n'en sais pas bien le compte, je suis troué comme une écumoire.
— Eh bien, quand on a reçu vingt-huit blessures au service de la France, on est immortel. Au revoir Girard.
— Adieu Monseigneur.
— Au revoir.
— Non, non, adieu !
Girard sortit de la chambre. Tous ces hommes de guerre habitués à voir la mort chaque jour se regardèrent en souriant ; cependant, quoique aucun d'eux ne crût au prétendu pressentiment de celui qui les quittait, une impression triste pesait sur eux. »

## Mort au combat

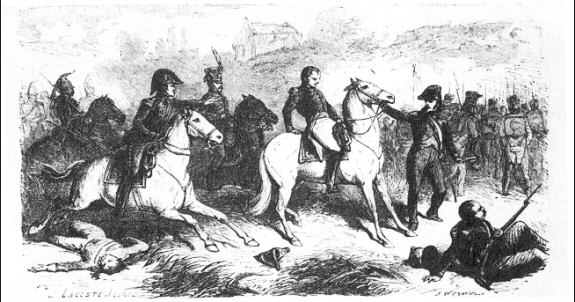
La mort du général Girard. Bataille de Ligny (16 juin 1815) : blessé sur le champ de bataille, le général Girard, rapatrié à Paris, mourra le 27 juin.

Les circonstances de la mort de Girard sont restées obscures ; il était pourtant un proche de Napoléon qui l'estimait beaucoup. Marchand, premier valet et exécuteur testamentaire de l'Empereur en a laissé la relation dans ses Mémoires, qu'il tenait du chirurgien-major d'Hérald attaché au 12e léger :

« L'ordre d'attaquer le village de Saint-Amand occupé par les Prussiens vient d'être envoyé à Girard par l'Empereur ; on est le 16 juin peu après midi. Le général, fort préoccupé, estime que sa division va être décimée.
Ayant enlevé sa capote bleue, le général parut à la tête de sa division en grande tenue de lieutenant-général, il commande à son artillerie de se porter en avant et déploie ses masses qu'il met sur deux lignes. À ce mouvement d'attaque, nos soldats jettent des cris très vifs de « Vive l'Empereur ! ». C'est alors que s'engage avec les Prussiens une fusillade des plus meurtrières, des généraux, des officiers, des soldats tombent. Le malheureux général Girard, déjà atteint de deux fortes contusions, reçoit un troisième coup de feu essentiellement mortel qui le renverse par terre sans mouvement : la même balle lui a fracturé le bras droit, passé sous l'épaule et s'est fixée dans la colonne vertébrale. Accouru, pour venir donner des soins au général, je vois de suite la gravité de sa blessure. Comme l'ennemi nous poursuit vivement, « Tuez-moi, disait le général, mais ne m'abandonnez pas vivant ». Quatre carabiniers le portent dans une capote, il est une heure... Je reçois l'ordre de le conduire à Charleroi ; j'y reste toute la journée du 17 pour pouvoir le remettre au soin d'un chirurgien de la Garde qui est près du général Letort, blessé à mort le 15 juin au soir (à Gilly) »

D'Hérald soigne encore le général le 19, sur la route de Philippeville, puis à Rocroi, et, une dernière fois à Reims. Transporté à Paris, Girard meurt le 27. L'acte de décès de Jean-Baptiste Girard, général de division, grand officier de la Légion d'honneur, chevalier de la Couronne de fer, gouverneur du château de Meudon, pair de France, âgé de 40 ans, mort le 27 juin 1815 à quatre heures du soir, a été établi le 28 juin par la mairie de Montmartre.

## Duc de Ligny?
Jean-Baptiste Girard a été fait duc de Ligny, trois jours après Waterloo, par un décret impérial du 21 juin 1815, mais le titre a été contesté, en raison de l'irrégularité de son attribution. Toutefois, l'historien Jean Tulard, président de l'Institut Napoléon et professeur à la Sorbonne cite, dans son ouvrage « Napoléon et la Noblesse d'Empire, suivi de la liste complète des membres de la noblesse impériale » le général Girard :

« Girard J.B. : général, baron d'Empire, le 26 octobre 1808 ; duc de Ligny par décret impérial du 21 juin 1815. »

Le 31 mars 1990, une plaque fut apposée à Saint-Amand, près de la ferme de la Haye, par « l'Association des Monuments Napoléoniens », portant ces simples mots: « Ici est tombé mortellement blessé le 16 juin 1815, le Général Girard ».

## Armoiries
| Figure | Blasonnement |
|        | Armes du baron Jean-Baptiste Girard et de l'Empire D'or au rocher de sable mouvant du flanc dextre et au lion contre-rampant de gueules ; au franc-quartier des barons militaires. |